# Wynn Resorts (azienda)
La Wynn Resorts Limited è stata fondata il 25 ottobre, 2002 dal presidente della Mirage Resorts, Stephen A. Wynn. La compagnia ha sede a Las Vegas, in Nevada (patria del gioco d'azzardo) ed è attiva proprio nella gestione di importanti e famosi hotel-casinò.

## Storia
Il 25 ottobre la società venne fondata e venne annunciata l'offerta pubblica iniziale, iniziò praticamente subito la costruzione del suo primo resort , Mentre ci si avviava al completamento della prima struttura la Wynn Resorts inaugurò la costruzione del Wynn Macao il 28 giugno 2004, il Wynn Las Vegas venne aperto al pubblico il 28 aprile 2005 e la struttura a Macao aprì i battenti il 5 settembre 2006.
Ad un anno dall'inaugurazione del Wynn Las Vegas Steve Wynn decise di ampliarlo con una nuova struttura denominata Encore, inoltre annunciò la costruzione di un golf club chiamato Wynn Golf and Country Club, Wynn ha inoltre annunciato che prenderà parte al progetto Cotai Strip a Macao.

## Strutture
- Wynn Las Vegas
- Wynn International
- Wynn Macau